# Диалект Чэньси
Диалект Чэньси (кит. 郴西话, пиньинь: Chēnxī huà) — разновидность сянского диалекта китайского языка, распространённая в городском округе Хуайхуа и в западной части города Чэньчжоу (провинция Хунань, Китай). Относится к подгруппе старого сянского диалекта (кит. 老湘语), сохранившего ряд архаичных черт.

## Распространение
Диалект распространён в Хуайхуа, включая уезд Чэньси , а также в западных районах Чэньчжоу, включая  уезды Гуйян, Иян и город Цзысин. В этих регионах диалект сохраняет своё использование среди старшего поколения, хотя среди молодёжи наблюдается влияние стандартного китайского языка — путунхуа.

## Лингвистические особенности

### Фонетика
- Сохранение древних звонких согласных b/, /d/, /g/ в начальной позиции.
- Отсутствие ретрофлексных инициалей zh-, ch-, sh-, характерных для северных диалектов. Вместо них используются альвеолярные согласные. 知道 (знать): в путунхуа [zhīdào], а в чэньси [zīdào].
- Упрощённая или альтернативная система тонов, отличающаяся от четырёхтоновой системы стандартного китайского языка. В диалекте сохраняется входящий тон.

### Лексика
- Использование местоимения 伲 (ní) вместо стандартного «我们» (wǒmen): 伲去吃饭啰。 — Мы пойдём поесть.
- Использование древней формы 食  вместо стандартного «吃» (chī) — есть.
- Употребление местоимения 伊 вместо «他/她»: 伊做嘞饭。 — Он/она приготовил(а) еду.

### Грамматика
- Использование характерных для сянского диалекта частиц. 啰 (lo) как частица, используемая для выражения побуждения или утверждения, аналогичная «啦» (la) в путунхуа.
- Наличие грамматических конструкций, отсутствующих в севернокитайских диалектах. Грамматическая частица 嘞 (le) используется в значении совершенного действия — вместо стандартного 了 (le).
- Употребление 自家 вместо «自己» — себя / сам.

## Исследования
Диалект Чэньси рассматривается как часть старого сянского диалекта в ряде лингвистических исследований. В частности, в работах 罗昕如 (2004) анализируются лексические и фонетические особенности диалектов, близких к чэньсийскому.